# Chhora
Chhora è una suddivisione dell'India, classificata come census town, di 12.839 abitanti, situata nel distretto di Bardhaman, nello stato federato del Bengala Occidentale. In base al numero di abitanti la città rientra nella classe IV (da 10.000 a 19.999 persone).

## Geografia fisica
La città è situata a 23° 34' 25 N e 87° 34' 52 E.

## Società

### Evoluzione demografica
Al censimento del 2001 la popolazione di Chhora assommava a 12.839 persone, delle quali 7.023 maschi e 5.816 femmine. I bambini di età inferiore o uguale ai sei anni assommavano a 1.632, dei quali 842 maschi e 790 femmine. Infine, coloro che erano in grado di saper almeno leggere e scrivere erano 6.557, dei quali 4.242 maschi e 2.315 femmine.